# Begíjar
Begíjar es una localidad y municipio español de la comarca de La Loma, en la provincia de Jaén, comunidad autónoma de Andalucía. Está situado, a unos 6 km de Baeza. Su principal industria es la del aceite de oliva. Cuenta con una población de 2947 habitantes (INE 2024).

## Geografía
| Noroeste: Torreblascopedro | Norte: Torreblascopedro y Lupión | Noreste: Ibros y Baeza |
| Oeste: Torreblascopedro    |                                  | Este: Baeza            |
| Suroeste Jaén              | Sur: Mancha Real y Baeza         | Sureste: Baeza         |

### Pedanías
- Estación de Begíjar

Está situada a 5 km de Begíjar, en dirección Jaén. Es atravesada por la carretera A-316, a los pies de la comarca de la Loma en la ribera derecha del Guadalquivir a unos 360 m de altitud. Sus principales recursos económicos son la agricultura y el sector servicios. En esta pedanía se encuentra situada una estación de ferrocarril perteneciente a la línea Linares-Almería. Celebra sus fiestas el penúltimo fin de semana de agosto, para la Sagrada Familia.
- Posadas Ricas

Localizada en la carretera comarcal que une a la pedanía de la estación de Begíjar con Torresblascopedro, a unos 10 km de Begíjar. Está compuesta por varios cortijos aislados y un núcleo central, la mayoría de las viviendas no están ocupadas permanentemente. Su principal recurso económico es la agricultura, contribuyendo a ello el estar situada en una extensa vega. En el núcleo central hay una ermita dedicada a la Virgen de Fátima. Celebra sus fiestas el 13 de mayo.

## Naturaleza
Dentro del término municipal de Begíjar, existen tres espacios naturales ecológicos bien definidos: el cultivo de secano y regadío, el monte bajo y el bosque de rivera.

### Flora
En Begíjar las plantas aromáticas tienen gran importancia por su empleo familiar: (condimentos para la comida, embutidos, aderezos,encurtidos, etc.) Entre éstas destacan: tomillo, hinojo, mejorana, etc.
Existen también otra serie de plantas que en cierto modo aún son utilizadas gastronómicamente como pueden ser, las zarzas (productoras de moras negras); el acebuche (especie de olivo cuya fruta es la aceituna, pero en reducido tamaño, y que se utiliza como pasas); el majoleto (de aspecto espinoso, su fruto es la majoletasa, comestible y de color rojizo); la alcaparronera (cuyo fruto es el alcaparrón, que se macera en agua, cubierto de paja y "curado" en el sol, hasta que es aliñado con sal y vinagre).
Además de estas plantas existen otras de menor importancia, debido al poco aprovechamiento que tienen, entre ellas destacan: la encina, retama, esparto y albardín (con importancia considerable en el pasado debido a su utilización en la elaboración de espuertas, serones, etc.).
Toda esta serie de plantas nombradas se encuentran repartidas por todo el término de Begíjar en mayor o menor medida.

### Fauna
Los animales salvajes más característicos de Begíjar son: el tejón común, que viven en casi todo el término municipal, el erizo que también es común en todas las zonas de Begíjar y que es especialmente abundante en Los chorreros y el palancar, el gato montés, del cual se encuentran cada vez menos ejemplares en Begíjar, calculándose que viven entre 3 y 5 parejas, la mayor parte en Argüelles, encontrándose en fase de extinción en el municipio. La gineta que es un animal que se encuentra en todo el término municipal con un claro aumento en los últimos años. El hurón que habita en zonas boscosas y de escasa vegetación, e incluso en campos y cerca de viviendas humanas, dándose el caso que algunos de los que moran pueden ser descendientes de hurones previamente domesticados para la caza y que luego han pasado a ser totalmente salvajes. El zorro que se encuentra por todo el término municipal de Begíjar, estando su número en progresión, aunque los descastes por cazadores no dejan de aumentar, por ser este animal un gran depredador de las piezas más comunes de los cazadores (conejo, perdiz, etc.). La comadreja y la garduña viven por todo el término de Begíjar, en monte bajo y en los olivares, aunque dada su gran astucia y precaución no se las suele ver frecuentemente. La liebre que se encuentra por todo el término de Begíjar. También se encuentra en expansión aunque en un reducido número de ejemplares el meloncillo.
Además de los animales nombrados anteriormente, más comunes en Begíjar, existen otros con menos trascendencia, pero no por ello menos importantes en la fauna como son la perdiz que se encuentra diseminada por todo el término municipal de Begíjar; el conejo que abunda en todo el término; la culebra de herradura y escalera que se encuentran Begíjar en laderas y pedregales especialmente; el jabalí que habita sobre todo en las cercanías de la ribera del río Guadalquivir. Abundan también otros reptiles y anfibios con gran importancia, como son: el lagarto ocelado y escasamente el tiro, así como el escorpión. Entre la fauna fluvial podemos reseñar las carpas y el barbo.
Además de todos los animales nombrados en este apartado, merece una especial atención debido a su poca frecuencia, no solo aquí sino en toda España, el cernícalo primilla que anida formando colonias en el casco antiguo de la localidad, las águilas reales, perdiceras, culebreras y el aguilucho cenizo y ratonero que se ubican en Begíjar en ciertas épocas del año, entre otras especies de aves rapaces nocturnas y diversa avifauna que se establecen en todo el término municipal y sus núcleos.

## Historia
La estratégica posición geográfica de Begíjar, en un entorno de gran riqueza agrícola, hizo posible que el lugar fuese habitado desde la más remota antigüedad. Los restos más antiguos se vinculan al Neolítico final y la Edad del Cobre (tercer milenio antes de Cristo), en el asentamiento de Las Majadillas, siendo algo más tardío, de la Edad del Bronce, el de Terrera del Goterón.
De época ibérica son los restos de una fortificación, cerca de la estación de Begíjar, en la que se registró la típica cerámica pintada. En la etapa romana se produjo una intensa ocupación humana del territorio por explotaciones agropecuarias, tipo villa, entre las que se cuentan: Piedra Hincada, Vega del Obispo, en Las Delicias o en la Casa del Amor Hermoso.
Durante la dominación islámica recibió el nombre de Buxexat, más tarde Bexijar y debió de pasar a manos de Fernando III hacia 1226, al mismo tiempo que Baeza. A partir de este momento tendrá, durante algunos periodos, una vida sumamente agitada, ya que se la disputaron el concejo de la ciudad de Baeza y los obispos de Jaén, ansiosos unos y otros por hacerse con las rentas que producían sus ricas tierras. Inicialmente Fernando III la dejó adscrita a Baeza, como tierra de realengo. Poco después, el mismo rey, cedió tierras a la Orden de Calatrava, cesión que confirmó Alfonso X en 1254. También cedió otra parte de las tierras al obispado de Toledo. Pero el gran cambio fue en 1249 cuando entregó el conjunto de la población al Obispado de Jaén.
El día 1 de diciembre de 1341, el rey Alfonso XI el Justiciero arrebató a Enrique Enríquez el Mozo, señor de Villalba de los Barros y Caudillo mayor del obispado de Jaén, la aldea de Begíjar, que le había entregado en 1341, y se la devolvió al concejo de Baeza, al que había pertenecido anteriormente.
En el siglo XV, el obispo Rodrigo de Narváez se apoderó del castillo de Begíjar y lo incorporó a las posesiones de la diócesis, pese a las protestas del concejo de la ciudad de Baeza. En este marco Begíjar se verá inmiscuida en las luchas entre la nobleza y Enrique IV. En esta pugna el Obispado y Baeza, en el mismo bando, convertirían a la localidad en un bastión avanzado contra la capital de Jaén controlada por el condestable Lucas de Iranzo. El litigio por esta localidad culminó con el reconocimiento por parte de los Reyes Católicos en 1477 de la propiedad al obispo. Los obispos mantuvieron la propiedad del castillo y posteriormente la del Palacio Episcopal hasta el siglo XIX convirtiendo este en una de sus principales residencias, el cual aún se conserva espléndidamente en la actualidad.
En 1779 Carlos III le concedió el título de Villa de Bexijar, quedando así definitivamente independizada de Baeza.

### La Independencia
Begíjar estuvo durante toda la Edad Media y Moderna bajo la soberanía de Baeza de la que era una de sus más ricas aldeas. Durante el siglo XVIII, las relaciones de Begíjar con la ciudad de Baeza se fueron deteriorando cada vez más, hasta que el Cabildo municipal, reunido el 24 de octubre de 1762, decidió pedir al rey le concediera a este lugar el Privilegio de Villazgo, sin embargo se tardó aún bastante años, ya que Baeza ponía numerosos obstáculos. Pero a comienzos de 1779, éstos se fueron aclarando y, el Concejo, para hacer frente a los gastos que ocasionaría la independencia, pidió un préstamo de 11 000 ducados a la iglesia catedral de Córdoba, con un interés anual del 3 %. Dicha independencia se le concede el 24 de octubre de 1779, pagando por ella 3000 ducados o 66 166 reales y 16 maravedíes, a razón de 7500 maravedíes por vecino. Begíjar contaba entonces con unos 400 vecinos.
Asimismo, contaba la villa con un Hospital de pobres pasajeros llamados de San Juan Jerónimo, situado dentro del casco urbano. Disponía también de tres ermitas: San Marcos, San Sebastián y Nuestra Señora del Campillo.

## Demografía
Cuenta con una población de 2947 habitantes (INE 2024).
| Gráfica de evolución demográfica de Begíjar entre 1842 y 2021                                                         |
| |
| Población de derecho según los censos de población del INE. Población de hecho según los censos de población del INE. |

## Símbolos
Escudo
Tronchado por una banda de sinople, acompañada en lo bajo, en campo de gules, por un castillo de oro, almenado de tres almenas; y en lo alto en campo de plata, por una flor lis de sable.
La banda de sinople, puede simbolizar la presencia musulmana en la población, como lo demuestra la procedencia del propio topónimo, así como los numerosos restos que dejaron a su paso, repartidos por todo el término municipal. Begíjar fue conquistada en 1226-1227, quedando inmediatamente integrada dentro del enorme alfoz del concejo de Baeza, y por lo tanto como tierra de realengo, que se señala con la inclusión de la torre, a la vez que ésta simboliza zona de fortificación, justificándose esta interpretación con el hecho de la existencia aún en la actualidad de una torre de homenaje, resto del antiguo castillo, luego palacio de residencia de los obispos de la diócesis de Jaén; en tanto que el esmalte azur y la flor de lis de oro, armería de los Borbones, se introduce por la independencia lograda por privilegio de villazgo concedido por el monarca Carlos III en el año 1779.
Bandera
En el año 2017, a petición del Gobierno municipal, se creó una comisión de vecinos encargados de la creación de una bandera que representase al municipio, pues hasta entonces no se tenía constancia de ninguna. Tras un año de trabajo de dicha comisión y siguiendo en todo momento el procedimiento mandado por la Junta de Andalucía, en 2018 el Pleno del Ayuntamiento aprobó la propuesta del historiador del arte Pedro Molina Martínez, celebrándose el 21 de septiembre de dicho año el acto de presentación de la Bandera, con asistencia de representantes de las distintas administraciones, además de multitud de vecinos.
La bandera, en paño carmesí, representa la Portada del Ayuntamiento, un gran arco de triunfo flanqueado por dos columnas estriadas sobre pedestales y rematadas por un friso como símbolo de la unión de todos los begijenses. La portada se encuentra flanqueada por cuatro estrellas: en el norte, la estrella de cinco puntas, simboliza la estrella polar o guía, que también aparece en la bandera de la Unión Europea; en el este, una estrella de cuatro puntas es la estrella de Belén; en el sur, la estrella de ocho puntas, los ocho siglos de presencia musulmana en España; y en el oeste, la estrella de seis puntas, de David, la estrella de Sefarad, como representación del pasado judío de nuestra tierra.

## Administración y política

### Elecciones municipales
| Elecciones municipales desde 1979 |      |      |      |      |      |      |      |      |      |      |      |      |
|                                   | 1979 | 1983 | 1987 | 1991 | 1995 | 1999 | 2003 | 2007 | 2011 | 2015 | 2019 | 2023 |
| PSOE                              | 1    | 3    | 4    | 5    | 5    | 6    | 6    | 6    | 3    | 3    | 5    | 6    |
| AP/PP                             | -    | 3    | 3    | 1    | 2    | 3    | 1    | 4    | 6    | 5    | 5    | 4    |
| VOX                               | -    | -    | -    | -    | -    | -    | -    | -    | -    | -    | -    | 1    |
| PCE/IU                            | 7    | 5    | 4    | 5    | 4    | 2    | 4    | 1    | 1    | 1    | 1    | 0    |
| C's                               | -    | -    | -    | -    | -    | -    | -    | -    | -    | -    | -    | 0    |
| J.M.+                             | -    | -    | -    | -    | -    | -    | -    | -    | -    | -    | -    | 0    |
| PA                                | -    | -    | -    | -    | -    | -    | 0    | 0    | 1    | 2    | -    | -    |
| UCD                               | 3    | -    | -    | -    | -    | -    | -    | -    | -    | -    | -    | -    |
| En negrilla el partido más votado |      |      |      |      |      |      |      |      |      |      |      |      |
| Fuente: Datoselecciones.com       |      |      |      |      |      |      |      |      |      |      |      |      |

### Alcaldía
| Periodo   | Nombre                                                    | Partido |
| --------- | --------------------------------------------------------- | ------- |
| 1979-1983 | Francisco Ortiz Carmona                                   | PCE     |
| 1983-1987 | Francisco Ortiz Carmona                                   | PCE     |
| 1987-1991 | Juan Manuel Moreno Morcillo Ildefonso del Jesús García    | PSOE    |
| 1991-1995 | Ildefonso del Jesús García                                | PSOE    |
| 1995-1999 | Ildefonso del Jesús García                                | PSOE    |
| 1999-2003 | Ildefonso del Jesús García                                | PSOE    |
| 2003-2007 | Ildefonso del Jesús García                                | PSOE    |
| 2007-2011 | Ildefonso del Jesús García                                | PSOE    |
| 2011-2015 | Damián Martínez Resola                                    | PP      |
| 2015-2019 | Andrés Gárate Padilla Damián Martínez Resola              | PSOE PP |
| 2019-2023 | José Diego Soriano Garrido Eufrasia María Martínez Montes | PSOE PP |
| 2023-act. | José Diego Soriano Garrido                                | PSOE    |

## Educación
- IES Vera Cruz
- CEIP Ramón Mendoza
- Sección de educación permanente SEP Virgen de la Cabeza

## Patrimonio
- Iglesia parroquial de Santiago Apóstol

Construida entre los siglos XIII y XVIII, de la que destaca su portada plateresca de finales del XVI, con abundante decoración de grutescos, medallones de San Pedro y San Pablo, escudos episcopales y rematada por un relieve de Santiago Matamoros. Con una impresionante nave central, flanqueada por capillas.
En su interior hay un Camarín Barroco del siglo XVIII donde se venera una hermosa imagen del Crucificado, Santísimo Cristo de la Vera Cruz, disponiendo de una gran ventana como focos de iluminación y un arco de medio punto que se abre a la capilla.
- Torreón del Castillo

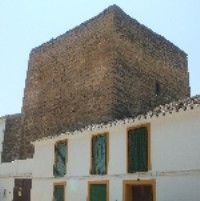
Torreón Begíjar(Jaén)

El elemento más representativo, símbolo de excelencia de la localidad y el testigo de excepción de su devenir histórico. Se trata de la torre del Homenaje del Castillo. Su origen se vincula a época visigoda, reestructurado por los árabes y posteriormente por los cristianos. Conserva unas magníficas y notables bóvedas, en la primera planta de media naranja ochavada con fábrica de ladrillo y en la segunda una espectacular bóveda apuntada de ocho nervios, descansando ambas sobre ménsulas de piedra. Conserva una garita interior arcada.
- Ayuntamiento

El Ayuntamiento fue construido entre 1561-1576 por Ginés Martínez de Aranda. De su antigua traza solo queda la portada, compuesta de un arco de medio punto flanqueado por columnas. En el friso superior aparecen los nombres de los integrantes del Cabildo que mandaron hacer la portada y el año en que se realizó. Junto al Ayuntamiento, se encuentra la cárcel y la torre del Concejo, llamada torre del Reloj, todo ello realizado al mismo tiempo.
- Puente del Obispo

D. Alonso Suárez de la Fuente del Sauce, hasta hace pocas fechas el llamado “Obispo Insepulto”, fue el artífice del puente que atraviesa el Guadalquivir, en uno de cuyos lados construyó una pequeña capilla dedicada a la Virgen María con una inscripción que dice: ”Esta puente se llama del Obispo. Hízola toda a su costa don Alonso ntala Fuente del Sauce que fue obispo ntaLugo y el año 1500 ntaJaén y es libre a todos sin pagar tributo alguno comenzada en el año 1508 y concede a los que por ella pasaren y rezaren un Ave María cuarenta días de perdón”.
- Palacio Episcopal (siglo XVI)

Magnífico y sobrio edificio renacentista declarado como bien de interés cultural en 1986, que fue una de las principales residencias de los Obispos de la diócesis de Jaén en la provincia. El Palacio Episcopal de Begíjar representa una de las primeras muestras de renacimiento hispano de la península ibérica. Tiene forma de L y de su fachada de mampostería regular destaca su portada adintelada rematada con el escudo heráldico del Obispo Fray Benito Marin. En el libro "En Busca del Unicornio" del escritor Jienenense Juan Eslava Galán, se hace alusión a este precioso Palacio y al fuerte cordón umbilical que lo unía con los Obispos de Jaén.
Presenta altos valores sectoriales desde puntos de vista tales como el histórico-sociocultural, arquitectónico e identitario (arraigo, aprecio popular).
- Casa natal de Patrocinio de Biedma y la Moneda, del siglo XVII
- Casa labriego-solariega del siglo XVII donde nació esta escritora, poetisa y articulista española. Se encuentra en la calle que lleva su mismo nombre, en pleno conjunto histórico-artístico y a escasos metros de la iglesia parroquial. Actualmente la Asociación Proyecto Cultura Joven está promoviendo la creación de la Casa Museo Patrocinio de Biedma y el papel desarrollado por la autora en defensa de la mujer como la primera feminista jienense y una de las primeras en Andalucía en alzar la voz contra el machismo rural en la sociedad.[cita requerida]
- Cruz de piedra

La Cruz de Piedra es la más antigua que se conserva en Begíjar. No se sabe su fecha de construcción, pero ya aparece datada en 1554. La cruz actual, levantada sobre gradas, es del año 1653, haciéndola el maestro de albañilería Alonso García Cano, con un coste de 111 reales.
- Calle Mesones

Centenaria calle donde se alojaban multitud de mesones y fondas, debido a un importante cruce de caminos colindante. 
Se ubica en esa misma calle, la hornacina de la Virgen de la Cabeza.
- Casco Antiguo de Begíjar

El casco antiguo del municipio de Begíjar, englobando también la muralla del recinto del castillo, fue propuesto para ser declarado conjunto histórico-artístico el 3 de diciembre de 2011, publicándose en el BOJA n.º 215 del 3 de noviembre de ese mismo año. El expediente de catalogación se prolongó desde 1983 a 2011.
El Consejo de Gobierno de la Junta de Andalucía acordó el 9 de octubre de 2012 incluir definitivamente el Casco Antiguo de Begíjar en el Catálogo General del Patrimonio Histórico Andaluz con la tipología de conjunto histórico-artístico. En cuyos argumentos expuestos para tan importante declaración cabe resaltar su traza urbana de origen islámico o andalusí y su rico patrimonio monumental medieval y renacentista. La zona protegida, de 8,7 hectáreas de superficie, se caracteriza por unas calles con predominio de viviendas unifamiliares y presencia de importantes edificios singulares, históricos y de interés especial.
Desde entonces figura en el Catálogo General del Patrimonio Histórico Andaluz, como Bien de Interés Cultural.
En España, un conjunto histórico-artístico es una declaración legal que agrupa a todos los bienes declarados como monumentos históricos-artísticos en una determinada localidad, siendo una figura de protección sobre los bienes culturales españoles y que se encuentra regulada por el Ministerio de Cultura de España. Determina la agrupación de inmuebles que forman una unidad de asentamiento, continua o dispersa, condicionada por una estructura física representativa de la evolución de una comunidad humana por ser testimonio de su cultura o constituir un valor de uso y disfrute para la colectividad. Asimismo, es Conjunto Histórico cualquier núcleo individualizado de inmuebles comprendidos en una unidad superior de población que reúna esas mismas características y pueda ser claramente delimitado.
Según el artículo 20.8 de la Ley de Patrimonio Histórico Español de 1986, se obliga a los municipios a elaborar un plan de protección del conjunto histórico-artístico. Así el Ayuntamiento de Begíjar debería elaborar por exigencias del ciudadano un Plan Especial de Protección y Rehabilitación Integral (PEPRI), donde se definirán las medidas de conservación y protección de todo el conjunto (aún sin determinar y sin prestar atención alguna).

## Patrón
Durante años fue patrón del pueblo Santiago Apóstol, que da nombre a la iglesia parroquial.
En el pleno ordinario del mes de septiembre de 2011 es reconocido como patrón de la villa el santísimo Cristo de la Vera Cruz.

## Fiestas y eventos
- Marzo: festival de la moto de Begíjar Motonavo.
- 1 de mayo: fiesta de san José Obrero.
- 13 de mayo: romería de la Virgen de Fátima en Posadas Ricas.
- Último fin de semana de mayo: fiesta de la Virgen de la Cabeza
- 16 de julio: fiesta de la Virgen del Carmen.
- 25 de julio: fiesta en honor de Santiago Apóstol.
- 25 de septiembre: feria y fiestas en honor del Cristo de la Vera Cruz.